# Mesnil-Rousset
Mesnil-Rousset är en kommun i departementet Eure i regionen Normandie i norra Frankrike. Kommunen ligger i kantonen Broglie som tillhör arrondissementet Bernay. År 2022 hade Mesnil-Rousset 84 invånare.

## Befolkningsutveckling
Antalet invånare i kommunen Mesnil-Rousset
Referens:INSEE